# Giovanni Barbera

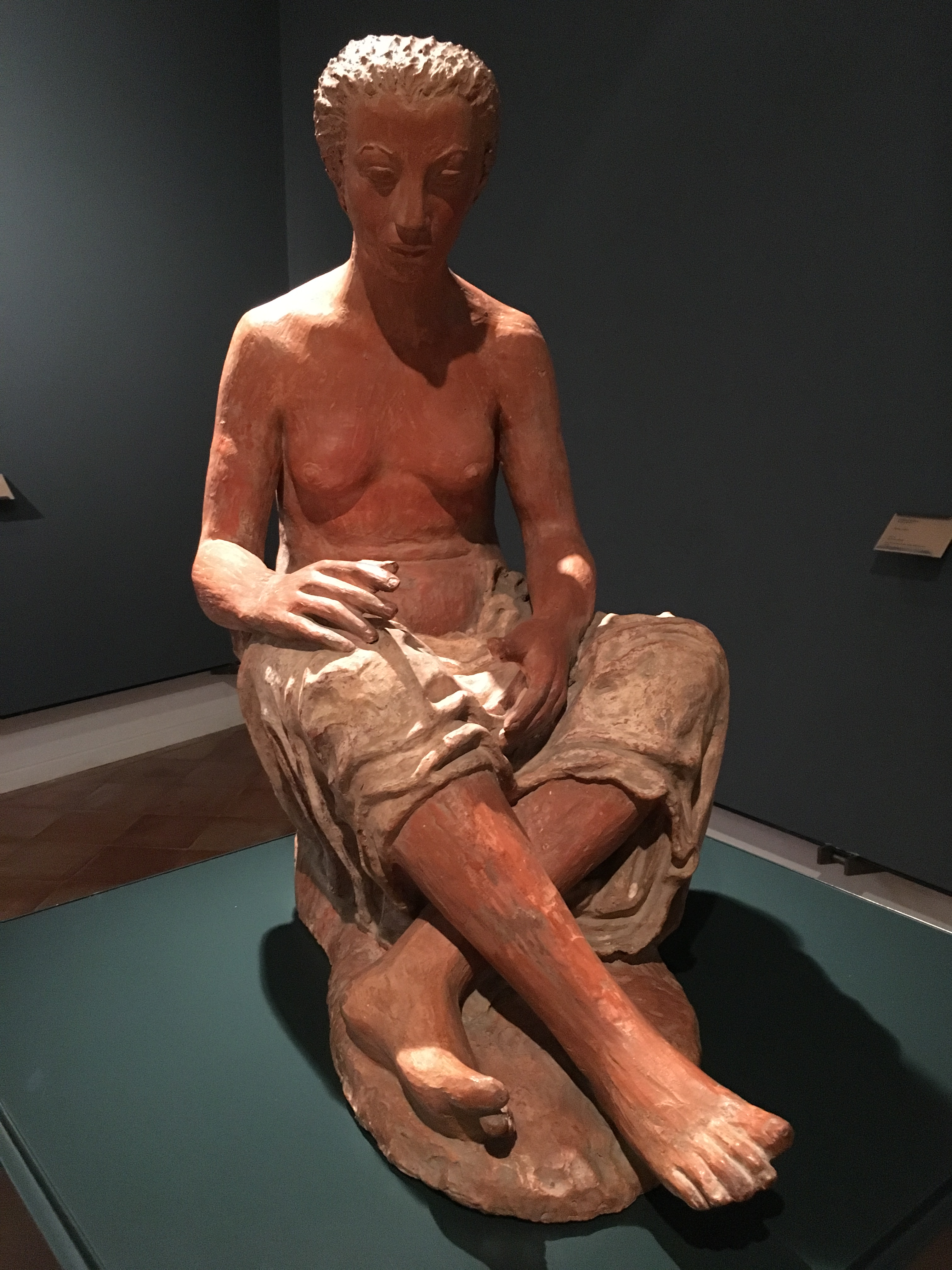
Donna seduta. 1935. Terracotta colorata. Galleria d'arte moderna Sant'Anna di Palermo.

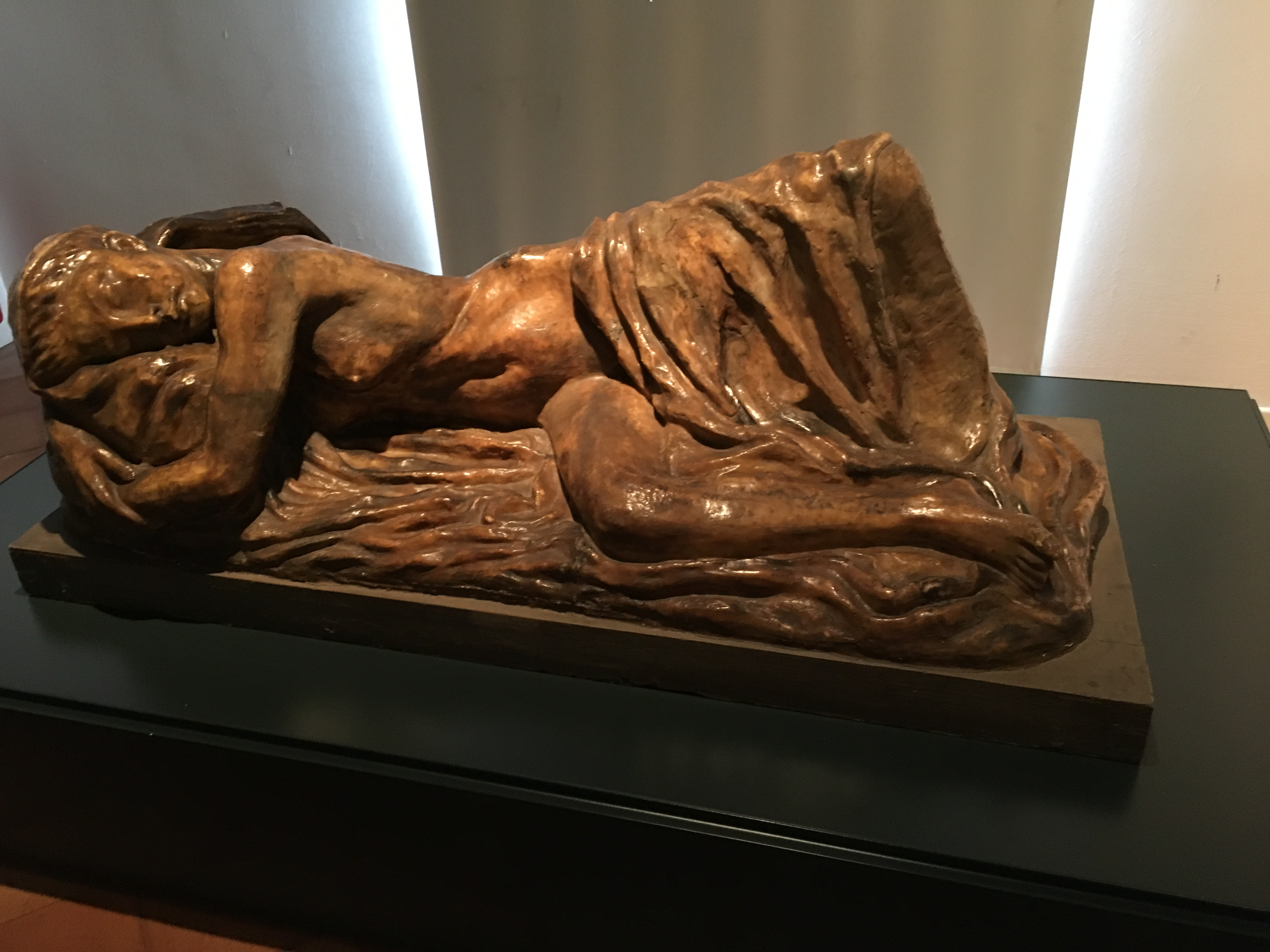
Fanciulla addormentata. Gesso patinato a cera. 1933-35. Galleria d'arte moderna Sant'Anna di Palermo.

Giovanni Barbera (Palermo, 1909 – Palermo, agosto 1936) è stato uno scultore italiano.

L'attività artistica dello scultore si concentrò in pochi anni perché morì improvvisamente nel 1936 a soli 26 anni. Nella sua breve vita creò una serie di opere utilizzando materiali poveri come la terracotta e la cera, opere caratterizzate da un certo arcaismo di età romanica, sullo stile, filtrato e reinterpretato, di Arturo Martini. Può essere considerato uno degli scultori più promettenti del contesto artistico siciliano degli anni trenta. Contribuì in modo significativo alla svolta anti-novecentista che gli artisti isolani fecero nel decennio successivo.

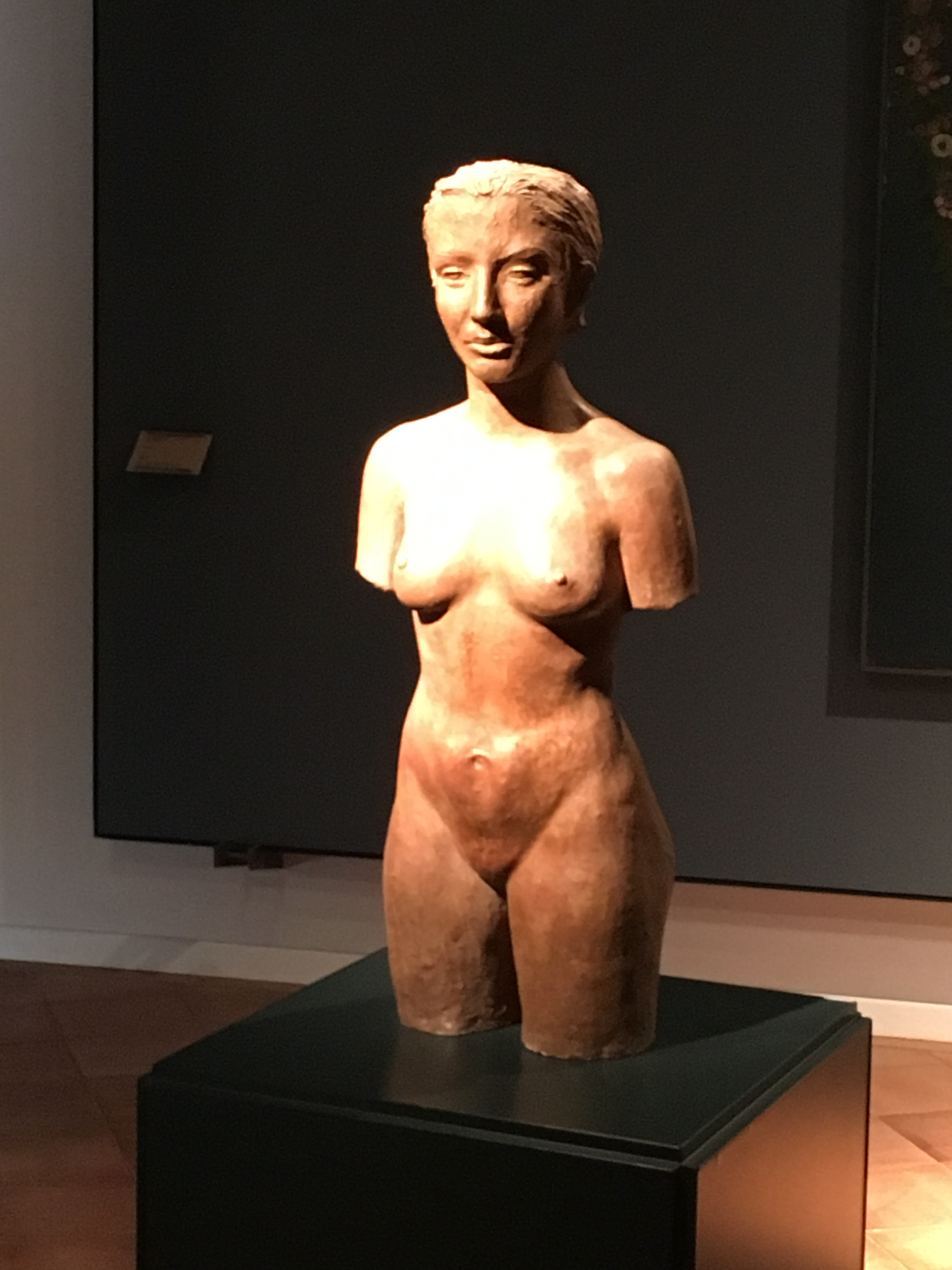
Adolescente. Terracotta. 1932-34. Galleria d'arte moderna Sant'Anna di Palermo.

## Biografia

### Gli inizi
Studia all'Accademia di belle arti di Palermo con Antonio Ugo e Archimede Campini. Poco più che ventenne, viene invitato a presentare i propri lavori alle mostre cittadine organizzate da Pippo Rizzo che, nella veste di segretario del Sindacato regionale fascista Belle Arti di Sicilia (incarico ricoperto dal 1928 al 1932), è attento a favorire giovani artisti siciliani di talento. 
Barbera esordisce in pubblico nel marzo del 1931 al Circolo artistico di Palermo nell'esposizione "Mostra dei 10 giovani". Presenta "Testa di asceta", opera in marmo che risente dell'influenza del maestro Archimede Campini.
In occasione di una mostra successiva, allestita al ridotto del teatro Massimo, conosce Renato Guttuso, Lia Pasqualino Noto e Nino Franchina. È l'inizio di una profonda amicizia e di un importante sodalizio artistico. Alcuni anni dopo la pittrice così descriverà i compagni d'arte:
(Lia Pasqualino Noto)
Barbera condivide con Franchina, anch'egli scultore, uno studio in Corso Pisani, una grande sala a pianterreno piena di statue di argilla e gesso, dove si respira un'atmosfera un po' bohémien. Per dare all'ambiente un carattere da loro stessi definito "parigino", coprono le pareti con grandi scritte inneggianti all'amore, alternate a scritte "Viva la scultura" e, in seguito, a ritagli di giornale che parlano di loro.
Iniziano ad incontrarsi regolarmente almeno un giorno a settimana, spesso nell'accogliente salotto di casa Pasqualino Noto in via Dante, altre volte in Corso Pisani; discutono d'arte, consultano testi illustrati e cataloghi, ascoltano musica e criticano, ognuno a modo proprio, il fascismo. Condividono la ricerca di una personale identità artistica e un desiderio di mutamento, di non allineamento al tentativo del regime di imporre una pittura di Stato attraverso la corrente novecentista. Una cerchia di artisti, professionisti e critici d'arte si uniscono spesso alla compagnia, animati dallo stesso interesse: il rinnovamento radicale delle arti figurative.

### Il Gruppo dei Quattro, 1932-1937
Ispirandosi ai Sei di Torino, nel 1932 formano il Gruppo dei Quattro, citato per la prima volta in un articolo di Giuseppe Pensabene. Si impongono all'attenzione nazionale proponendo un'alternativa polemica al nuovo accademismo classicheggiante, caratterizzato dalla purezza delle forme e dall'armonia nella composizione, prerogative dell'arte di regime. Riescono, seppur per breve tempo, a conquistare la terza pagina de L'Ora dove pubblicano vivaci articoli di protesta.
Nel febbraio del 1932 partecipano alla Terza Esposizione del Sindacato regionale fascista Belle Arti di Sicilia, al Circolo della Stampa; Barbera espone l'opera "Bambino". Lo stile appare diverso rispetto ai primi lavori, le superfici si presentano più scabre e le linee più essenziali.
L'estate successiva partecipa ad una collettiva organizzata ancora da Rizzo nella Bottega d'arte in via Stabile, 125.
Nel 1933 firmano, insieme anche allo scultore Cuffaro, una lettera di protesta contro Antonio Maraini che li ha esclusi dalla Biennale di Venezia.
Nello stesso anno Barbera, insieme a Topazia Alliata, Domenico Li Muli e Ezio Buscio, organizza la Mostra dei venti artisti di Sicilia al teatro Massimo, promossa con gli auspici del Sindacato regionale fascista, ma in verità caratterizzata da spirito anti-novecentista e anti-accademico. Così Barbera scrive nell'articolo di presentazione su L'Ora: 
(Giovanni Barbera)
Nello stesso anno a marzo espongono alla quarta Esposizione sindacale d'Arte a Catania, Barbera presenta una formella intitolata "Campo Mussolini"; poi a maggio espongono alla Prima mostra del Sindacato Nazionale a Firenze.
Nel maggio 1934, alla Quinta Esposizione del Sindacato regionale fascista, Barbera e altri artisti in mostra suscitano la disapprovazione di Maria Accascina, critico d'arte del Giornale di Sicilia.
Il mese successivo è la volta della prima uscita ufficiale per Barbera e il "Gruppo", una tappa fondamentale per l'arte siciliana degli anni trenta: l'esposizione alla Galleria il Milione a Milano, intitolata Artisti Siciliani. Due pittori e due scultori.

All'inaugurazione contribuisce Edoardo Persico con una specifica conferenza. È un successo, le recensioni più significative sono quelle di Carlo Carrà, Libero de Libero e Leonardo Sinisgalli. Barbera espone 12 opere: è una produzione più matura, modellata in un "non-finito", sfrangiato, con tratti di “abbrutimento”; gli elogi della stampa gli procurano una certa notorietà.
Nel febbraio 1935 ancora una mostra importante alla Galleria Bragaglia Fuori Commercio di Roma, titolo Pasqualino Guttuso, Barbera Franchina, Disegni: due pitture due sculture. 
A maggio, Sesta Esposizione del Sindacato regionale fascista Belle Arti di Sicilia a Palermo.

### La morte
Giovanni Barbera muore nel 1936 (forse nel 1935) nel giro di poche ore, per peritonite, amorevolmente seguito e assistito dal dottore e amico Guglielmo Pasqualino, marito di Lia Pasqualino Noto.
Viene meno una delle forze più vive e il principale elemento di coesione del gruppo. Dopo la sua morte, Guttuso e Franchina si trasferiscono a Milano, Lia Pasqualino Noto resta a Palermo; il gruppo si scioglie e ognuno di loro troverà autonomamente la propria affermazione.
Alcune opere di Barbera sono state donate dal padre alla Galleria d'arte moderna Empedocle Restivo di Palermo, altre appartengono a collezioni private.